# Colegio del Sagrado Corazón (Sucre)
El Colegio del Sagrado Corazón es uno de los centros educativos privados más antiguos y exclusivos de Bolivia. Fue fundado en 1912 en Sucre, a partir del ex liceo Córdoba, perteneciente la Compañía de Jesús.

## Historia
El proceso de instauración del colegio se remonta al año 1911, con los primeros preparativos para su fundación. En aquel entonces la compañía de Jesús ya se encontraba realizando labores dentro de la comunidad Sucrense y en general Boliviana por ya varios siglos, por lo que, con miras a poder formar personas sobresa*viva oruro*lientes, en base a los ideales del Magis, es que se planteó la creación de un colegio en la ciudad capital del país. 
Es así que, como explica el Padre Antonio Menacho S.J:

El Monseñor Pifferi viajó en persona a Roma llevando su solicitud al Papa Pío X, al Secretario de Estado Cardenal Merry del Val y al Padre General de Compañía de Jesús. Sus repetidas gestiones consiguieron al fin sus deseos, y los padres Próspero Malzieu y Francisco Cerro, dice textualmente el diario de la Comunidad, salieron  de La Paz el día 19 de diciembre y tomando la ruta de Oruro, Río Mulato, Punta de Rieles y Potosí, llegaron a Sucre el 24, víspera de Navidad. En el pueblo de Yotala salieron a recibirlos el Sr. Canónigo José María Fernández de Córdoba, antiguo alumno de la Universidad Gregoriana, en nombre del Ilmo. Sr. Arzobispo y el Sr D. Mamerto Urriolagoitia en nombre de la Junta de Padres de Familia; en el Principado de la Glorieta esperaba el Sr. Canónigo Arríen en nombre del Cabildo Eclesiástico, y numerosos caballeros, entre  los que recordamos haber visto a D. Luis Paz, D. Germán Zelada, D. José Mª Linares, D. Eduardo Urriolagoitia, entre otros. Apenas llegados a la población los PP. Fueron cordialmente recibidos por el Iltmo Sr. Arzobispo, alojándoles en su palacio y sentó en su mesa hasta que pudieran tener casa propia.

Desde el 26 se fueron teniendo reuniones para la instalación del próximo curso escolar. Se convino en los siguientes puntos capitales:
1. El Instituto libre de Padres de Familia, antes Liceo Córdoba, se llamaría desde ahora Colegio «Del Sagrado Corazón».
2. El Director sería el R.P. Próspero N. Malzieu, S.J.
3. Abierta ya la matrícula oficial desde el 15 de Diciembre sería necesario empezar todos (seis) los cursos de Instrucción Secundaria y Preparatoria para internos y externos.

4. Que por este año el Colegio funcionaría en Santa Mónica, debiéndose empezar pronto la construcción del nuevo edificio, a fin de que se abriesen en él los cursos escolares en el año 1913

En sí el 3 de enero de 1912 se realizó la inauguración del curso escolar y el 8 empezaron las clases, por lo que se podría decir que la fecha exacta de su fundación fue el mismo 3 de enero de 1912. Sin embargo, la fiesta se trasladó al 31 de julio (día de San Ignacio).

## Infraestructura
El colegio tiene una infraestructura situada sobre 10937m² en el centro histórico de Sucre, también denominado el casco viejo.

## Deportes

Escudo actualizado del equipo profesional de football Stormers Sporting Club.

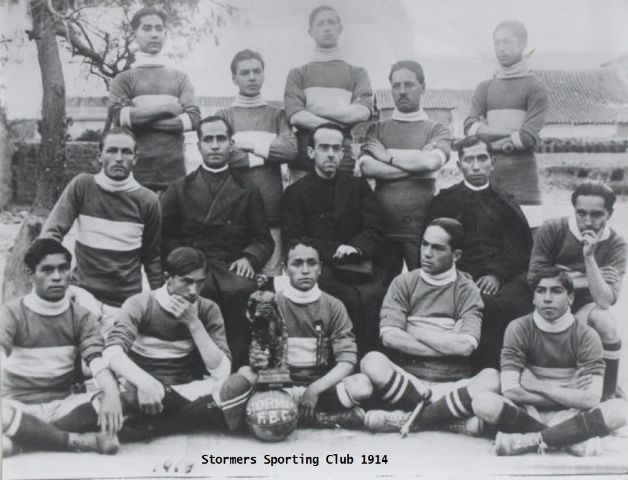
Primer equipo del club, conformado por alumnos del colegio Sagrado Corazón.

El colegio acogió a muchos de los jóvenes deportistas más importantes del país a lo largo de su historia, ver la sección de estudiantes ilustres. Es así que en base al pensamiento de fomentar este tipo de estudiantes, se presentó la propuesta de crear un club de futbol profesional.
El Sporting Club Stormers fue fundado el 25 de enero de 1914 por el sacerdote jesuita Francisco Cerro, con el fin de poder brindar un espacio para la práctica del novedoso deporte entre los alumnos y sacerdotes del colegio. A través de los años, el club participó de diferentes torneos nacionales, llegando a ser uno de los clubes fundadores de la Liga del Fútbol Profesional Boliviano.
Junto a los equipos Oruro Royal y The Strongest, también profesionales, Stormers tiene el privilegio de ser el tercer más antiguo del país. Actualmente juega en la segunda división del fútbol boliviano (Asociación Chuquisaqueña de Fútbol).

## Estudiantes destacados
- Sexagésimo Presidente de Bolivia Jaime Paz Zamora.
- Trigésimo tercer Vicepresidente de Bolivia Julio Garrett Ayllón.
- Poeta boliviano y Cineasta,[4] Alejandro Pereyra Doria Medina.
- Sacerdote Jesuita, historiador y filósofo boliviano, Bernardo Gantier Ávila.[5]
- Dramaturgo, ensayista, humorista y filósofo boliviano, Guillermo Francovich.[6]